# Pantherinae
A Pantherinae é uma subfamília de mamíferos carnívoros da família dos felídeos. Os animais desta subfamília diferenciam-se por terem o hioide pouco calcificado e a parte inferior constituída por um tendão elástico, o que lhes permite rugir. A subfamília Pantherinae se divergiu da Felinae entre há 6 e 10 milhões de anos.

## Géneros e espécies desta subfamília

### GéneroPanthera
Espéciesː
- Tigre
- Leão
- Onça-pintada
- Leopardo
- Leopardo-das-neves

### GéneroNeofelis
Espéciesː
- Leopardo-nebuloso
- Pantera-nebulosa-de-bornéu